# Fußball-Club Bayern München 1982-1983
Questa voce raccoglie le informazioni riguardanti il Fußball-Club Bayern München nelle competizioni ufficiali della stagione 1982-1983.

## Stagione
In questa stagione vengono acquistati Jean-Marie Pfaff e Michael Rummenigge, il fratello di Karl-Heinz. Il Bayern si classifica quarto in campionato ed esce al secondo turno della coppa di Germania, mentre a livello internazionale viene eliminato nei quarti di finale della Coppa delle Coppe dai futuri campioni dell'Aberdeen, riuscendo a vincere una sola partita nella manifestazione. Verso la fine della stagione l'allenatore Pál Csernai viene sostituito dal suo vice, Reinhard Saftig, mentre alla sua conclusione Paul Breitner lascia il calcio giocato.

## Maglie e sponsor
| Casa | Trasferta |  |

## Rosa
| N. |                     | Ruolo | Calciatore          |
| -- | ------------------- | ----- | ------------------- |
|    | Germania (bandiera) | P     | Raimond Aumann      |
|    | Germania (bandiera) | P     | Manfred Müller      |
|    | Belgio (bandiera)   | P     | Jean-Marie Pfaff    |
|    | Germania (bandiera) | D     | Klaus Augenthaler   |
|    | Germania (bandiera) | D     | Bertram Beierlorzer |
|    | Germania (bandiera) | D     | Udo Horsmann        |
|    | Germania (bandiera) | D     | Bernd Martin        |
|    | Germania (bandiera) | D     | Hans Pflügler       |
|    | Germania (bandiera) | C     | Paul Breitner       |
|    | Germania (bandiera) | C     | Wolfgang Dremmler   |
|    | Germania (bandiera) | C     | Bernd Dürnberger    |

| N. |                     | Ruolo | Calciatore            |
| -- | ------------------- | ----- | --------------------- |
|    | Germania (bandiera) | C     | Wolfgang Grobe        |
|    | Germania (bandiera) | C     | Peter Grünberger      |
|    | Germania (bandiera) | C     | Günter Güttler        |
|    | Germania (bandiera) | C     | Wolfgang Kraus        |
|    | Germania (bandiera) | C     | Norbert Nachtweih     |
|    | Germania (bandiera) | C     | Stefan Schehl         |
|    | Germania (bandiera) | A     | Karl Del'Haye         |
|    | Germania (bandiera) | A     | Dieter Hoeneß         |
|    | Germania (bandiera) | A     | Reinhold Mathy        |
|    | Germania (bandiera) | A     | Karl-Heinz Rummenigge |
|    | Germania (bandiera) | A     | Michael Rummenigge    |

## Organigramma societario
Area direttiva
- Presidente:  Willi O. Hoffmann

Area tecnica
- Allenatore: Reinhard Saftig
- Allenatore in seconda:
- Preparatore dei portieri:
- Preparatori atletici:

## Calciomercato

### Sessione estiva
| Acquisti | Acquisti           | Acquisti                      | Acquisti |
| R.       | Nome               | da                            | Modalità |
| -------- | ------------------ | ----------------------------- | -------- |
| C        | Wolfgang Grobe     | Eintracht Braunschweig        |          |
| D        | Bernd Martin       | Stoccarda                     |          |
| C        | Norbert Nachtweih  | Eintracht Francoforte         |          |
| P        | Jean-Marie Pfaff   | KSK Beveren                   |          |
| A        | Michael Rummenigge | Borussia Lippstadt (juniores) |          |

| Cessioni | Cessioni            | Cessioni               | Cessioni |
| R.       | Nome                | a                      | Modalità |
| -------- | ------------------- | ---------------------- | -------- |
| P        | Walter Junghans     | Schalke 04             |          |
| D        | Rudolf Böck         | Bayern Monaco II       |          |
| A        | Thomas Herbst       | Eintracht Braunschweig |          |
| D        | Kurt Niedermayer    | Stoccarda              |          |
| C        | Ásgeir Sigurvinsson | Stoccarda              |          |
| D        | Hans Weiner         | Chicago Sting          |          |
| D        | Helmut Winklhofer   | Bayer Leverkusen       |          |

### Sessione invernale
| Acquisti | Acquisti | Acquisti | Acquisti |
| R.       | Nome     | da       | Modalità |
| -------- | -------- | -------- | -------- |

| Cessioni | Cessioni | Cessioni | Cessioni |
| R.       | Nome     | a        | Modalità |
| -------- | -------- | -------- | -------- |

## Risultati

### Bundesliga

#### Girone di andata
| Arbitro: | Pauly |

|                  |           |  |
| Pfaff 43’ (aut.) | Marcatori |  |

| Arbitro: | Umbach |

|                     |           |  |
| Breitner 74’ (rig.) | Marcatori |  |

| Arbitro: | Niebergall |

|  |           |                                                          |
|  | Marcatori | 9’ (aut.) Günther 24’ Rummenigge 71’ Del'Haye 88’ Hoeneß |

| Arbitro: | Barnick |

|                                                                 |           |  |
| Rummenigge 30’ Hoeneß 33’, 74’ Horsmann 37’ Gelsdorf 90’ (aut.) | Marcatori |  |

| Arbitro: | Hontheim |

|                                    |           |                                                           |
| Pagelsdorf 38’ (rig.) Schröder 73’ | Marcatori | 16’ Horsmann 23’ Nachtweih 82’ Augenthaler 90’ Rummenigge |

| Arbitro: | Stäglich |

|                                           |           |  |
| Hoeneß 28’, 39’ Augenthaler 46’ Mathy 90’ | Marcatori |  |

| Bochum 25 settembre 1982, ore 15:30 CEST 7ª giornata | Bochum | 0 – 0 referto | Bayern Monaco | Ruhrstadion (28 000 spett.)\| Arbitro: \| Roth \| |
| Arbitro:                                             | Roth   |               |               |                                                   |

| Arbitro: | Wippker |

|            |           |           |
| Hoeneß 28’ | Marcatori | 66’ Keute |

| Arbitro: | Eschweiler |

|                                    |           |                           |
| Breitner 49’ (rig.) Rummenigge 63’ | Marcatori | 27’ Milewski 29’ Hrubesch |

| Mönchengladbach 23 ottobre 1982, ore 15:30 CET 10ª giornata | Borussia M'gladbach | 0 – 0 referto | Bayern Monaco | Bökelbergstadion (34 600 spett.)\| Arbitro: \| Heitmann \| |
| Arbitro:                                                    | Heitmann            |               |               |                                                            |

| Arbitro: | Assenmacher |

|                                     |           |  |
| Hoeneß 16’, 60’ Rummenigge 67’, 88’ | Marcatori |  |

| Arbitro: | Risse |

|          |           |                                             |
| Blau 77’ | Marcatori | 13’ Rummenigge 22’ Breitner 69’ Augenthaler |

| Arbitro: | Gabor |

|  |           |                |
|  | Marcatori | 90’ Littbarski |

| Arbitro: | Ahlenfelder |

|                               |           |                             |
| Allofs 7’ Eilenfeldt 63’, 73’ | Marcatori | 16’ Rummenigge 23’ Breitner |

| Arbitro: | Tritschler |

|                                |           |  |
| Rummenigge 17’, 30’ Hoeneß 54’ | Marcatori |  |

| Arbitro: | Theobald |

|                      |           |                        |
| Nachtweih 72’ (aut.) | Marcatori | 15’ Breitner 59’ Kraus |

| Arbitro: | Redelfs |

|          |           |  |
| Grobe 8’ | Marcatori |  |

#### Girone di ritorno
| Arbitro: | Pauly |

|            |           |            |
| Hoeneß 23’ | Marcatori | 83’ Völler |

| Arbitro: | Dellwing |

|                                     |           |                                                                       |
| Theis 42’ Dusend 60’ Bockenfeld 67’ | Marcatori | 24’ Kraus 32’ Rummenigge 66’ (rig.) Grobe 77’ Dürnberger 81’ Dremmler |

| Arbitro: | Risse |

|                                                                                 |           |             |
| Rummenigge 10’, 12’, 42’ Dürnberger 13’ Hoeneß 26’ (rig.) Kleppinger 48’ (aut.) | Marcatori | 70’ Trenkel |

| Arbitro: | Engel |

|           |           |                 |
| Röber 18’ | Marcatori | 34’ Augenthaler |

| Arbitro: | Roth |

|                                                        |           |  |
| Breitner 2’ (rig.), 61’ Hoeneß 11’, 72’ Rummenigge 37’ | Marcatori |  |

| Arbitro: | Assenmacher |

|            |           |  |
| Nickel 21’ | Marcatori |  |

| Arbitro: | Martino |

|                                                 |           |  |
| Breitner 57’ (rig.) Del'Haye 62’ Rummenigge 64’ | Marcatori |  |

| Arbitro: | Uhlig |

|          |           |                |
| Worm 26’ | Marcatori | 17’ Rummenigge |

| Arbitro: | Pauly |

|                  |           |              |
| Kaltz 39’ (rig.) | Marcatori | 52’ Breitner |

| Arbitro: | Clajus |

|                                       |           |           |
| Del'Haye 32’ Rummenigge 53’ Kraus 89’ | Marcatori | 90’ Bruns |

| Arbitro: | Eschweiler |

|             |           |           |
| Habiger 82’ | Marcatori | 43’ Mathy |

| Arbitro: | Huster |

|                                        |           |  |
| Hoeneß 12’, 83’ Kraus 64’ Horsmann 70’ | Marcatori |  |

| Arbitro: | Hontheim |

|                        |           |  |
| Strack 45’ Steiner 65’ | Marcatori |  |

| Arbitro: | Ahlenfelder |

|  |           |             |
|  | Marcatori | 73’ Briegel |

| Arbitro: | Heitmann |

|                                             |           |                                                       |
| Răducanu 43’, 64’ Burgsmüller 79’ Keser 80’ | Marcatori | 3’ Hoeneß 53’ Horsmann 70’ Augenthaler 82’ Rummenigge |

| Arbitro: | Niebergall |

|  |           |             |
|  | Marcatori | 65’ Drexler |

| Arbitro: | Walz |

|                |           |                                        |
| Trunk 10’, 21’ | Marcatori | 40’ Rummenigge 62’ Hoeneß 70’ Pflügler |

### Coppa di Germania
| Arbitro: | Mierswa |

|              |           |                                           |
| Brügmann 68’ | Marcatori | 90’, 94’, 102’, 107’ Hoeneß 119’ Breitner |

| Arbitro: | Horeis |

|                              |           |  |
| Worm 32’ Hollmann 82’ (rig.) | Marcatori |  |

### Coppa delle Coppe
| Arbitro: | Eriksson |

|              |           |              |
| Petrakov 40’ | Marcatori | 65’ Breitner |

| Monaco di Baviera 29 settembre 1982 Primo turno | Bayern Monaco | 0 – 0 referto | Torpedo Mosca | Stadio Olimpico (19 000 spett.)\| Arbitro: \| Carpenter \| |
| Arbitro:                                        | Carpenter     |               |               |                                                            |

| Arbitro: | Agnolin |

|              |           |              |
| Archibald 4’ | Marcatori | 53’ Breitner |

| Arbitro: | Daina |

|                                                     |           |             |
| Hoeneß 18’ Horsmann 52’ Breitner 73’ Rummenigge 80’ | Marcatori | 79’ Hughton |

| Monaco di Baviera 2 marzo 1983 Quarti di finale | Bayern Monaco | 0 – 0 referto | Aberdeen | Stadio Olimpico (28 000 spett.)\| Arbitro: \| Muro \| |
| Arbitro:                                        | Muro          |               |          |                                                       |

| Arbitro: | Vautrot |

|                                    |           |                              |
| Simpson 39’ McLeish 77’ Hewitt 78’ | Marcatori | 10’ Augenthaler 61’ Pflügler |

## Statistiche

### Statistiche di squadra
| Competizione      | Punti | In casa | In casa | In casa | In casa | In casa | In casa | In trasferta | In trasferta | In trasferta | In trasferta | In trasferta | In trasferta | Totale | Totale | Totale | Totale | Totale | Totale | DR  |
| Competizione      | Punti | G       | V       | N       | P       | Gf      | Gs      | G            | V            | N            | P            | Gf           | Gs           | G      | V      | N      | P      | Gf     | Gs     | DR  |
| ----------------- | ----- | ------- | ------- | ------- | ------- | ------- | ------- | ------------ | ------------ | ------------ | ------------ | ------------ | ------------ | ------ | ------ | ------ | ------ | ------ | ------ | --- |
| Bundesliga        | 44    | 17      | 11      | 3       | 3       | 43      | 9       | 17           | 6            | 7            | 4            | 31           | 24           | 34     | 17     | 10     | 7      | 74     | 33     | +41 |
| Coppa di Germania | -     | 0       | 0       | 0       | 0       | 0       | 0       | 2            | 1            | 0            | 1            | 5            | 3            | 2      | 1      | 0      | 1      | 5      | 3      | +2  |
| Coppa delle Coppe | -     | 3       | 1       | 2       | 0       | 4       | 1       | 3            | 0            | 2            | 1            | 4            | 5            | 6      | 1      | 4      | 1      | 8      | 6      | +2  |
| Totale            | 44    | 20      | 12      | 5       | 3       | 47      | 10      | 22           | 7            | 9            | 6            | 40           | 32           | 42     | 19     | 14     | 9      | 87     | 42     | +45 |

### Andamento in campionato
| Giornata  | 1  | 2  | 3 | 4 | 5 | 6 | 7 | 8 | 9 | 10 | 11 | 12 | 13 | 14 | 15 | 16 | 17 | 18 | 19 | 20 | 21 | 22 | 23 | 24 | 25 | 26 | 27 | 28 | 29 | 30 | 31 | 32 | 33 | 34 |
| --------- | -- | -- | - | - | - | - | - | - | - | -- | -- | -- | -- | -- | -- | -- | -- | -- | -- | -- | -- | -- | -- | -- | -- | -- | -- | -- | -- | -- | -- | -- | -- | -- |
| Luogo     | T  | C  | T | C | T | C | T | C | C | T  | C  | T  | C  | T  | C  | T  | C  | C  | T  | C  | T  | C  | T  | C  | T  | T  | C  | T  | C  | T  | C  | T  | C  | T  |
| Risultato | P  | V  | V | V | V | V | N | N | N | N  | V  | V  | P  | P  | V  | V  | V  | N  | V  | V  | N  | V  | P  | V  | N  | N  | V  | N  | V  | P  | P  | N  | P  | V  |
| Posizione | 14 | 12 | 6 | 5 | 1 | 1 | 2 | 2 | 1 | 4  | 3  | 3  | 3  | 5  | 4  | 2  | 2  | 2  | 2  | 2  | 2  | 2  | 3  | 2  | 2  | 3  | 3  | 3  | 3  | 3  | 4  | 4  | 4  | 4  |

Legenda:

Luogo: C = Casa; T = Trasferta. Risultato: V = Vittoria; N = Pareggio; P = Sconfitta.

### Statistiche dei giocatori
| Giocatore      | Bundesliga | Bundesliga | Bundesliga  | Bundesliga | Coppa di Germania | Coppa di Germania | Coppa di Germania | Coppa di Germania | Coppa delle Coppe | Coppa delle Coppe | Coppa delle Coppe | Coppa delle Coppe | Totale   | Totale | Totale      | Totale     |
| Giocatore      | Presenze   | Reti       | Ammonizioni | Espulsioni | Presenze          | Reti              | Ammonizioni       | Espulsioni        | Presenze          | Reti              | Ammonizioni       | Espulsioni        | Presenze | Reti   | Ammonizioni | Espulsioni |
| -------------- | ---------- | ---------- | ----------- | ---------- | ----------------- | ----------------- | ----------------- | ----------------- | ----------------- | ----------------- | ----------------- | ----------------- | -------- | ------ | ----------- | ---------- |
| K. Augenthaler | 28         | 5          | 8           | 0          | 2                 | 0                 | 0                 | 0                 | 6                 | 1                 | 0                 | 0                 | 36       | 6      | 8           | 0          |
| R. Aumann      | 0          | 0          | 0           | 0          | 0                 | 0                 | 0                 | 0                 | 0                 | 0                 | 0                 | 0                 | 0        | 0      | 0           | 0          |
| B. Beierlorzer | 9          | 0          | 2           | 0          | 0                 | 0                 | 0                 | 0                 | 0                 | 0                 | 0                 | 0                 | 9        | 0      | 2           | 0          |
| P. Breitner    | 22         | 9          | 2           | 0          | 2                 | 1                 | 0                 | 0                 | 6                 | 3                 | 0                 | 0                 | 30       | 13     | 2           | 0          |
| K. Del'Haye    | 31         | 3          | 4           | 0          | 2                 | 0                 | 0                 | 0                 | 5                 | 0                 | 0                 | 0                 | 38       | 3      | 4           | 0          |
| W. Dremmler    | 27         | 1          | 2           | 2          | 2                 | 0                 | 0                 | 0                 | 6                 | 0                 | 0                 | 0                 | 35       | 1      | 2           | 2          |
| B. Dürnberger  | 27         | 2          | 0           | 0          | 2                 | 0                 | 0                 | 0                 | 4                 | 0                 | 0                 | 0                 | 33       | 2      | 0           | 0          |
| W. Grobe       | 34         | 2          | 3           | 0          | 2                 | 0                 | 0                 | 0                 | 6                 | 0                 | 0                 | 0                 | 42       | 2      | 3           | 0          |
| P. Grünberger  | 0          | 0          | 0           | 0          | 0                 | 0                 | 0                 | 0                 | 0                 | 0                 | 0                 | 0                 | 0        | 0      | 0           | 0          |
| G. Güttler     | 2          | 0          | 0           | 0          | 0                 | 0                 | 0                 | 0                 | 0                 | 0                 | 0                 | 0                 | 2        | 0      | 0           | 0          |
| D. Hoeneß      | 34         | 17         | 3           | 0          | 2                 | 4                 | 1                 | 0                 | 6                 | 1                 | 0                 | 0                 | 42       | 22     | 4           | 0          |
| U. Horsmann    | 31         | 4          | 1           | 0          | 2                 | 0                 | 0                 | 0                 | 6                 | 1                 | 0                 | 0                 | 39       | 5      | 1           | 0          |
| W. Kraus       | 25         | 4          | 2           | 0          | 1                 | 0                 | 0                 | 0                 | 4                 | 0                 | 0                 | 0                 | 30       | 4      | 2           | 0          |
| B. Martin      | 3          | 0          | 0           | 0          | 1                 | 0                 | 0                 | 0                 | 1                 | 0                 | 0                 | 0                 | 5        | 0      | 0           | 0          |
| R. Mathy       | 9          | 2          | 0           | 0          | 0                 | 0                 | 0                 | 0                 | 1                 | 0                 | 0                 | 0                 | 10       | 2      | 0           | 0          |
| M. Müller      | 8          | 0          | 1           | 0          | 0                 | 0                 | 0                 | 0                 | 2                 | 0                 | 0                 | 0                 | 10       | 0      | 1           | 0          |
| N. Nachtweih   | 28         | 1          | 1           | 0          | 1                 | 0                 | 0                 | 0                 | 3                 | 0                 | 0                 | 0                 | 32       | 1      | 1           | 0          |
| J. Pfaff       | 27         | 0          | 0           | 0          | 2                 | 0                 | 0                 | 0                 | 4                 | 0                 | 0                 | 0                 | 33       | 0      | 0           | 0          |
| H. Pflügler    | 17         | 1          | 2           | 0          | 1                 | 0                 | 0                 | 0                 | 1                 | 1                 | 0                 | 0                 | 19       | 2      | 2           | 0          |
| K. Rummenigge  | 34         | 20         | 3           | 0          | 2                 | 0                 | 1                 | 0                 | 6                 | 1                 | 0                 | 0                 | 42       | 21     | 4           | 0          |
| M. Rummenigge  | 1          | 0          | 0           | 0          | 0                 | 0                 | 0                 | 0                 | 0                 | 0                 | 0                 | 0                 | 1        | 0      | 0           | 0          |
| S. Schehl      | 0          | 0          | 0           | 0          | 0                 | 0                 | 0                 | 0                 | 0                 | 0                 | 0                 | 0                 | 0        | 0      | 0           | 0          |